# Oost-Thürings voetbalkampioenschap 1932/33
In 1932/33 werd het negentiende en laatste voetbalkampioenschap van Oost-Thüringen gespeeld, dat georganiseerd werd door de Midden-Duitse voetbalbond. 1. Jenaer SV 03 werd kampioen en plaatste zich voor de Midden-Duitse eindronde. De club verloor meteen van VfB Glauchau 1907.  
Na dit seizoen kwam de Nationaalsocialistische Duitse Arbeiderspartij aan de macht en werd de competitie grondig geherstructureerd. De overkoepelende voetbalbonden werden afgeschaft en ruimden plaats voor 16 Gauliga's. De clubs uit Oost-Thüringen gingen in de nieuwe Gauliga Mitte spelen, waarvoor enkel de kampioen zich plaatste. Uit de meeste competities mochten twee clubs komen maar de competitie van Oost-Thüringen werd niet sterk genoeg bevonden. Voor de nieuwe Bezirksklasse Thüringen, die de nieuwe tweede klasse werd kwalificeerden zich ook maar twee teams. De Oost-Thüringse competitie bleef verder bestaan als derde klasse van de Gauliga. Enkel SC Apolda, dat in de derde klasse moest starten wist zich nog op te werken naar de Gauliga, voor één seizoen. Jena werd vier keer kampioen en twee keer vicekampioen en was de enige club die alle elf seizoenen van de Gauliga in de hoogste klasse speelde.

## Gauliga
| Plaatsa | Club                      | Wed. | W  | G | V  | Saldo | Ptn.  |
| ------- | ------------------------- | ---- | -- | - | -- | ----- | ----- |
| 1.      | 1. Jenaer SV 03           | 17   | 15 | 1 | 1  | 56:17 | 31:3  |
| 2.      | VfL 1906 Saalfeld         | 18   | 12 | 3 | 3  | 57:36 | 27:9  |
| 3.      | SV 1910 Kahla             | 18   | 10 | 6 | 2  | 54:39 | 26:10 |
| 4.      | SC Apolda                 | 18   | 11 | 1 | 6  | 58:35 | 23:13 |
| 5.      | VfB 1910 Apolda           | 18   | 9  | 1 | 8  | 46:42 | 19:17 |
| 6.      | VfB Rudolstadt            | 18   | 6  | 2 | 10 | 35:38 | 14:22 |
| 7.      | BC 1903 Vimaria Weimar    | 18   | 7  | 0 | 11 | 36:60 | 14:22 |
| 8.      | SC 1903 Weimar            | 17   | 3  | 4 | 10 | 33:52 | 10:24 |
| 9.      | VfB Jena 1911             | 18   | 2  | 4 | 12 | 30:55 | 8:28  |
| 10.     | VfL/MSV Richthofen Weimar | 18   | 1  | 4 | 13 | 21:52 | 6:30  |

|  | Kampioen, geplaatst voor Midden-Duitse eindronde en Gauliga Mitte 1933/34 |
|  | Geplaatst voor Bezirksklasse Thüringen 1933/34                            |
|  | Degradatie naar Kreisklasse Ostthüringen 1933/34                          |